# Al-Khansa
Al-Khansa (kolem 575, Nadžd, Arábie – kolem 646, tamtéž), Tumāḍir bint ʿAmr ibn al-Ḥārith ibn al-Sharīd al-Sulamīyah (arabsky تماضر بنت عمرو بن الحارث بن الشريد السُلمية), známá jako al-Khansāʾ (arabsky: الخنساء, což znamená „gazela“ či „s tupým nosem“) byla arabská básnířka ze 7. století, zemřela pravděpodobně kolem roku 646. Je nejznámější básnířkou arabské literatury.

## Životopis
Al-Khansa se narodila do bohaté rodiny a vyrostla v Nadždu v Arábii. Byla současnicí Muhammadovou a nakonec konvertovala k islámu.
V roce 612 byl její bratr Muʿawiyah zabit členy jiného kmene. Al-Khansā trvala na tom, aby její bratr Ṣakhr pomstil Muʿawiyahovu smrt, kterou zavinil. Sakhr byl přitom zraněn a na své zranění zemřel o rok později. Al-Khansa truchlila nad jeho smrtí ve svých básních a získala slávu pro své elegické kompozice.
Měla čtyři syny jménem: Yazīd, Muʿāwiyah, ʿAmr a ʿArah, kteří všichni konvertovali k islámu. Všichni čtyři její synové byli v roce 636 zabiti v bitvě u Kádisíje. Když dostala tuto zprávu, nezlobila se, ale řekla: „Chvála Bohu, který je uctil mučednickou smrtí. A mám naději od svého Pána, že se s nimi setkám v sídle jeho milosrdenství.“ (Arabsky:ي شرفني بقتلهم ، وأرجو من ربي أن يجمعني بهم في مستقر رحمته).

## Odkaz
Její současník, arabský básník al-Nābighah al-Dhubyānī, jí řekl: "Jsi nejlepší básník džinů a lidí." (arabsky: إنك أشعر الجن والإنس‎).
Jiná historka říká, že al-Nabigha řekl al-Khansā: „Kdyby mi to Abu Basir neřekl, řekl bych, že jsi největší básník Arabů s prsy", na což ona odpověděla:" Já jsem největší básník i z těch, kteří mají varlata."